# Nouvelle Union (sociaux-libéraux)
Le Naujoji sąjunga (socialliberalai) (NS, en lituanien, Nouvelle Union (libéraux sociaux)) est un parti politique lituanien, créé en 1998 et dissout en 2011.

## Présentation
C'est un parti membre de l'Internationale libérale et du Parti de l'Alliance des libéraux et des démocrates pour l'Europe et de son groupe ELDR au Parlement européen.
Son dirigeant est Artūras Paulauskas, président actuel du Seimas lituanien. Il a été président par intérim de la Lituanie après la destitution de Rolandas Paksas.
Il poursuit une politique fondée sur une idéologie sociale-libérale qui repose sur des valeurs comme la liberté individuelle, la solidarité sociale, le bien-être des gens et la justice.
Il a tenu trois congrès de parti : en 1998, 2000 et 2002.
Aux élections du Seimas de 2000, il a remporté 28 sièges de députés et son dirigeant, Arturas Paulauskas a été élu Président du Seimas.
Alliée à l'Union libérale et à d'autres partis, la Nouvelle Union a formé le gouvernement lituanien. À l'été 2001, une nouvelle coalition gouvernementale s'est constituée avec le Parti social-démocrate lituanien : c'est un gouvernement de 13 ministres dont 5 sont des Libéraux sociaux — ceux de la Sécurité sociale, de l'Éducation, de la Justice, des Affaires étrangères (Antanas Valionis) et de l'Agriculture.
Aux élections du Seimas de 2004, il n'a plus que 11 sièges, y compris celui du président du Seimas — toujours allié électoralement aux Sociaux-démocrates au sein de l'alliance baptisée Už darbą Lietuvai! (UDL) :
- cf Groupe parlementaire du NS au Seimas

Ce groupe parlementaire est présidé par Vaclovas Karbauskis (lt).
Il n'a pas obtenu d'élus au Parlement européen en 2004, faute de dépasser la barre de 5 % (4,85 %).